# Cornelia Füllkrug-Weitzel

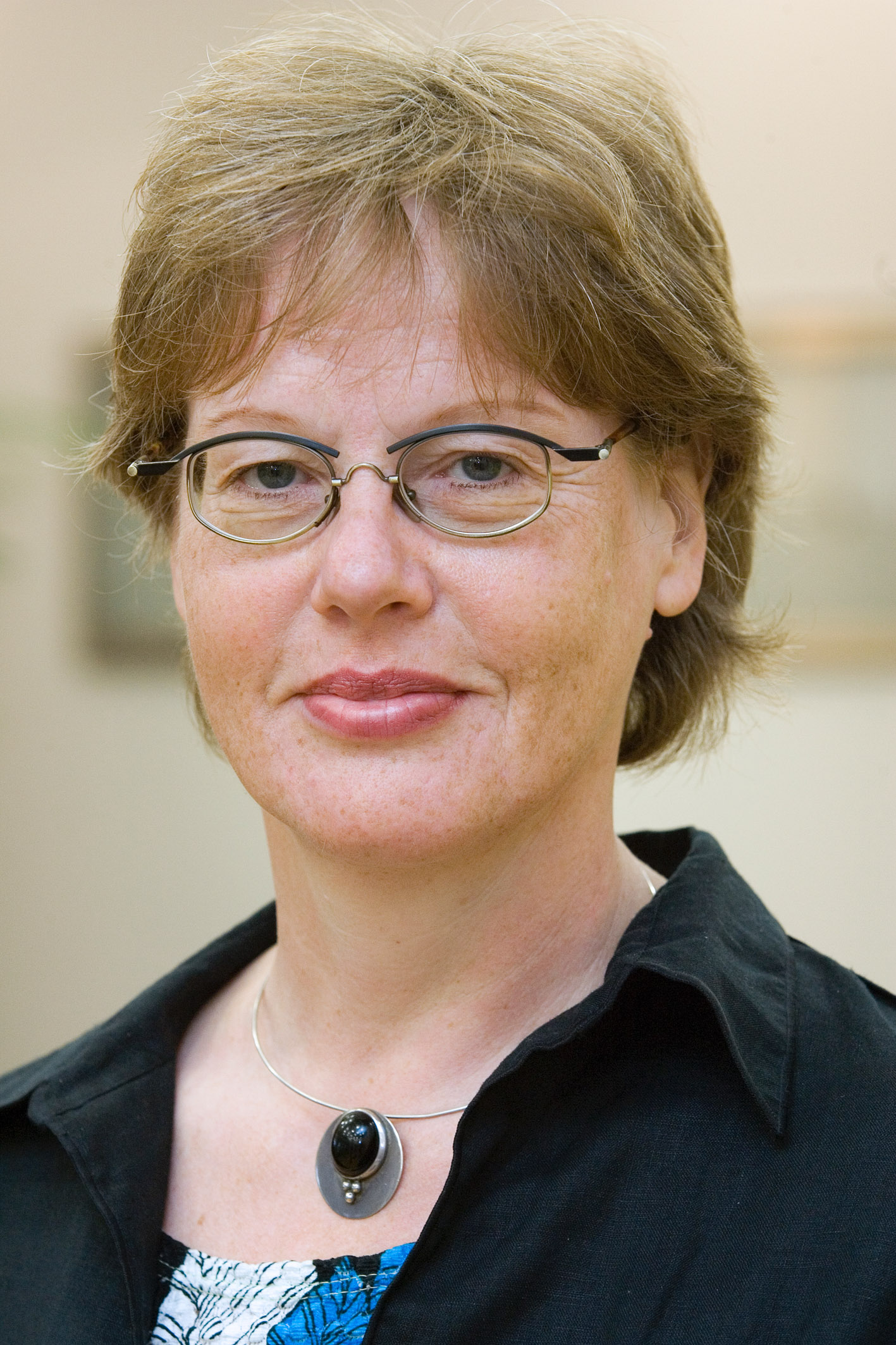
Cornelia Füllkrug-Weitzel (2008)

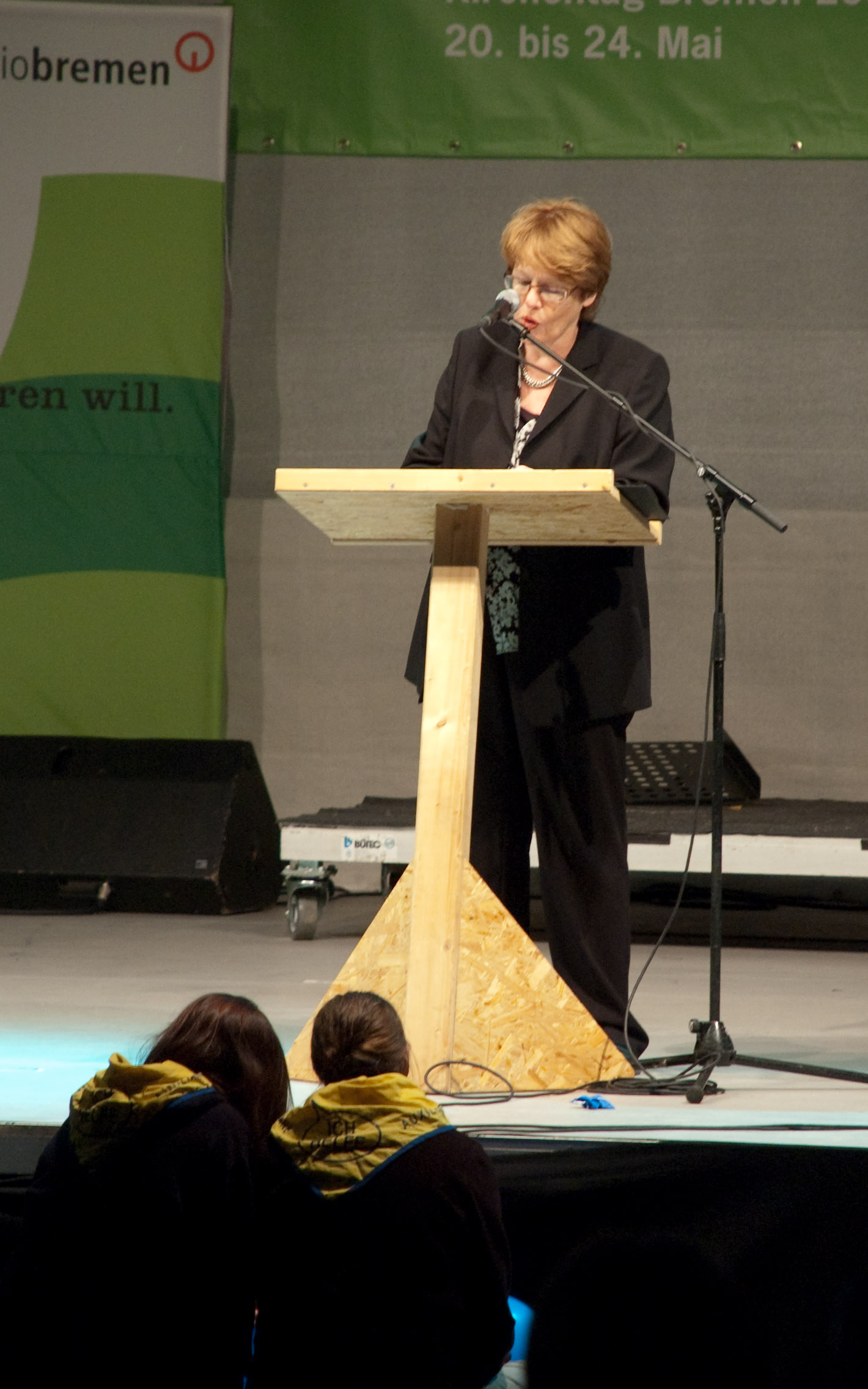
Cornelia Füllkrug-Weitzel auf dem Evangelischen Kirchentag 2009 in Bremen.

Cornelia Füllkrug-Weitzel (* 12. Mai 1955 in Bad Homburg vor der Höhe) ist eine deutsche Pfarrerin und ehemalige Präsidentin des Werkes Brot für die Welt und der Diakonie Katastrophenhilfe. Vom 1. Juli 2014 bis Ende Juni 2017 war sie die Vorstandsvorsitzende des Evangelischen Werkes für Diakonie und Entwicklung.

## Leben und Beruf
Cornelia Füllkrug-Weitzel studierte Evangelische Theologie, Politikwissenschaften und Erziehungswissenschaften in Tübingen sowie an der Freien Universität und der Kirchlichen Hochschule in Berlin. Von 1979 bis 1984 war sie Helmut Gollwitzers Assistentin am Seminar für Evangelische Theologie der Freien Universität Berlin. Nach dem Vikariat 1984 bis 1988 in Berlin-Zehlendorf und Heidelberg wurde sie 1988 in Berlin ordiniert. Danach war sie zwei Jahre im Referat Leitung des Berliner Missionswerkes (Aufbau des Frauenreferates) tätig.
Von 1990 bis 1992 war Füllkrug-Weitzel Referentin für Bildungs- und Öffentlichkeitsarbeit in Menschenrechtsfragen im Kirchenamt der Evangelischen Kirche in Deutschland in Hannover. Von 1992 bis 1999 war sie als Leiterin des Referates Gemeindedienst, der Ökumenischen Werkstatt und des Referats Ökumenische Ausländerarbeit, 1997 als Leiterin des Referats Presse- und Öffentlichkeitsarbeit im Berliner Missionswerk tätig. 
Sie war 1984 bis 1998 Lehrbeauftragte unter anderem an der Freien Universität und an der Humboldt-Universität in Berlin, der dortigen Kirchlichen Hochschule und dem Wichernkolleg des Johannesstifts. Im Januar 2022 wurde sie zur Honorarprofessorin der Evangelischen Hochschule Ludwigsburg ernannt.
Füllkrug-Weitzel war 2000 bis 2012 Direktorin für Ökumenische Diakonie im Diakonischen Werk der EKD mit den Hilfsaktionen Brot für die Welt, Diakonie Katastrophenhilfe und Hoffnung für Osteuropa. Seit der Fusion des Diakonischen Werkes der EKD mit dem Evangelischen Entwicklungsdienst im Jahr 2012 war sie bis zu ihrem Eintritt in den Ruhestand Ende Februar 2021 Präsidentin des Werkes Brot für die Welt, das mit dem Werk Diakonie Deutschland das Evangelische Werk für Diakonie und Entwicklung bildet und zu dem auch die Diakonie Katastrophenhilfe gehört. Von 2012 bis 2014 und von 2017 bis 2021 war sie stellvertretende Vorsitzende des Vorstands des Werkes, von 2014 bis 2017 war sie dessen Vorsitzende. Sie ist Delegierte bei großen ökumenischen Konferenzen und Mitglied von Kommissionen des Ökumenischen Rates der Kirchen. Seit März 2023 ist sie Mitglied der Beratungsgesellschaft The Partners.

## Politik
Die SPD Stuttgart hatte Cornelia Füllkrug-Weitzel als Direktkandidatin zur Bundestagswahl 2009 für den Wahlkreis Stuttgart I nominiert. Im Oktober 2008 verzichtete Füllkrug-Weitzel auf ihre Kandidatur. Sie begründete dies mit ihrer Bedeutung für das Diakonische Werk: „Ich habe mich schließlich für den Verbleib bei und die Treue zu ‚Brot für die Welt‘ in dieser schwierigen Zeit entschieden, um dieses demnächst 50 Jahre alte kostbare Instrument der Entwicklungszusammenarbeit und seine Partner nicht durch mein Ausscheiden zur Unzeit zu gefährden.“

## Familie
Cornelia Füllkrug-Weitzel ist mit dem Sozialarbeiter Rainer Weitzel verheiratet. 2009 erlitt das Ehepaar einen schweren Schicksalsschlag, als ihr Sohn Florian kurz vor dem Abitur am 26. März plötzlich starb. Füllkrug-Weitzel lebt zusammen mit ihrem Ehemann in Berlin.

## Auszeichnungen
- 2007: Bundesverdienstkreuz am Bande
- 2016: Ehrendoktorwürde des Sam-Higginbottom-Instituts in Allahabad, Indien[6]

## Belege
1. ↑  Diakonie-Präsident Stockmeier in den Ruhestand verabschiedet (Memento vom 19. Oktober 2016 im Internet Archive). In: diakonie.de. 14. Mai 2014, abgerufen am 16. Oktober 2016 („Mit der Verabschiedung von Präsident Stockmeier geht der Vorstandsvorsitz im Evangelischen Werk für Diakonie und Entwicklung turnusgemäß an die Präsidentin von Brot für die Welt, Cornelia Füllkrug-Weitzel, über.“).
2. ↑  Füllkrug-Weitzel und Benzmann verstärken The Partners. In: politik-kommunikation.de. 20. März 2023, abgerufen am 20. März 2023.
3. ↑  SPD-Landesvorsitzende Ute Vogt tritt im Wahlkreis Stuttgart I zur Bundestagswahl 2009 an. In: SPD-Stuttgart.de. 10. Oktober 2008, abgerufen am 14. Februar 2020.
4. ↑   Cornelia Füllkrug-Weitzel verzichtet auf Bundestagskandidatur. Direktorin von „Brot für die Welt“ bleibt an der Spitze des Hilfswerks (Memento vom 16. Oktober 2016 im Internet Archive). In: dailynet.de. 10. Oktober 2008, abgerufen am 16. Oktober 2016.
5. ↑  Cornelia Füllkrug-Weitzel wird 65 Jahre. In: ekd.de. 12. Mai 2020, abgerufen am 26. Februar 2021.
6. ↑  dieKirche. Nr. 40, 2. Oktober 2016, S. 9 (und zwar „als erste Frau“; „Die theologische Fakultät der Hochschule für Landwirtschaft, Technologie und Wissenschaft habe sie wegen ihres ‚bemerkenswerten Engagements für die Gesellschaft‘ für die Auszeichnung vorgeschlagen.“).

| Personendaten    | Personendaten                        |
| ---------------- | ------------------------------------ |
| NAME             | Füllkrug-Weitzel, Cornelia           |
| KURZBESCHREIBUNG | deutsche Geistliche und Funktionärin |
| GEBURTSDATUM     | 12. Mai 1955                         |
| GEBURTSORT       | Bad Homburg vor der Höhe             |